# Lycaeides danapriensis
Lycaeides danapriensis är en fjärilsart som beskrevs av Henry Stempffer och Schmidt 1932. Lycaeides danapriensis ingår i släktet Lycaeides och familjen juvelvingar. Inga underarter finns listade i Catalogue of Life.